# Gestão hospitalar
Gestão Hospitalar, Gestão em Saúde, Administração em saúde ou Administação hospitalar é o campo de atuação em saúde relacionado à liderança, gestão e administração de sistemas de saúde públicos e privados, clínicas, laboratórios, hospitais e redes hospitalares em todos os setores primário, secundário e terciário.